# Les Chevaux de Dieu
Les Chevaux de Dieu (in arabo يا خيل الله‎?) è un film del 2012 diretto da Nabil Ayouch.
Il soggetto è basato sul romanzo dello scrittore marocchino Mahi Binebine Les Étoiles de Sidi Moumen, racconta la storia degli autori degli attentati di Casablanca del 2003, tutti cresciuti nella bidonville, Sidi Moumen.
Il film è stato selezionato per rappresentare il Marocco agli Academy Award 2014 nella categoria Miglior Film in Lingua Straniera. Ha ricevuto due nomination ai premi Magritte, vincendo come miglior fotografia per Hichame Alaouié. Il film ha totalizzato 19 premi in numerosi festival cinematografici.

## Trama
Il film ricostruisce la storia di due fratelli, Tarek e Hamid, due dei quattro autori degli attentati di Casablanca.

## Riconoscimenti

### Premi
- Festival di Cannes 2012: Prix François Chalais[3] (selezionato « Un certain regard »).
- Festival Arte Mare de Bastia 2012: Grand prix[4].
- Premio Magritte - 2014

Miglior fotografia
Candidato a miglior film straniero in coproduzione
- Festival International Montpellier 2012: Prix du jeune public.
- Festival Internazionale del cinema francofono di Namur 2012:
  - Premio speciale della giuria.
  - Premio della giuria junior (prix du jury junior).
- Giffoni Film Festival 2012:[7]
  - Premio Miglior film.
  - Premio del Pubblico.
  - Premio della giuria junior (prix du jury junior).
- Doha Film Festival 2012 : Miglior Regista per Nabil Ayouch.
- International Film Festival di Seattle 2013: Miglior Regista per Nabil Ayouch.
- Trophées francophones du cinéma 2013:
  - Miglior Regista per Nabil Ayouch.
  - Miglior sceneggiatura per Jamal Belmah.
- Giornate cinematografiche di Cartagine 2012: Premio della critica internazionale.
- Festival Nazionale del Cinema di Tangeri nel 2013: 
  - Miglior Film.
  - Miglior colonna sonora.
- Premio Lumière 2014: Miglior Film francofono.
- Festival del Cinema Mediterraneo di Alessandria 2013:[8]
  - Miglior création artistique.
  - Miglior sceneggiatura.